# Golāneh (ort i Iran)
Golāneh (persiska: گلانه) är en ort i Iran.   Den ligger i provinsen Kurdistan, i den nordvästra delen av landet, 400 km väster om huvudstaden Teheran. Golāneh ligger 1 852 meter över havet och antalet invånare är 921.
Terrängen runt Golāneh är huvudsakligen kuperad, men den allra närmaste omgivningen är platt.Runt Golāneh är det ganska glesbefolkat, med 28 invånare per kvadratkilometer. Golāneh är det största samhället i trakten. Trakten runt Golāneh består i huvudsak av gräsmarker.